# Phulra (stato)
Lo Stato di Phulra fu uno stato principesco del subcontinente indiano, avente per capitale la città di Phulra.

## Storia
Lo stato venne fondato ufficialmente nel 1828, quando Mir Painda Khan Tanoli, regnante dello stato di Amb, garantì l'area di Phulra come piccolo principato a suo fratello, Madad Khan Tanoli. L'amministrazione britannica in India, ad ogni modo, non riconobbe lo stato sino al 1919 in quanto in precedenza era visto unicamente come uno jagir (feudo) dello stato di Amb. Phulrah fu sotto la sovranità del Raja del Kashmir sino al 1889, quando accettò il protettorato britannico.
Nel 1947, poco dopo l'indipendenza dell'India, l'ultimo regnante di Phulra siglò l'ingresso del suo stato nel Dominion del Pakistan e Phulra cessò pertanto di essere uno stato indipendente dal settembre del 1950, quando venne incorporato nella Provincia della Frontiera nord-occidentale a seguito della morte dell'ultimo sovrano locale, Saqib Tanoli

## Governanti
I regnanti locali avevano il titolo di Tanoli Nawabs.
| Regno          | Nawab di Phulra                                   |
| -------------- | ------------------------------------------------- |
| 1828–1857      | Khan Madad Khan Tanoli                            |
| 1858–1890      | Khan Abdullah Khan Tanoli                         |
| 1890–1908      | Khan Abdul (Abdur) Rahman Khan Tanoli             |
| 1908–1935      | Khan'Ata Muhammad Khan Tanoli (n. 1879 – m. 1932) |
| 1932–1950      | Khan Abdul Latif Khan Tanoli (n. 1907 – m. 1950)  |
| settembre 1950 | Abolizione dello stato di Phulra                  |